# Carl Maria von Weber
Carl Maria von Weber (ur. 18 listopada 1786 w Eutin k. Lubeki, zm. 5 czerwca 1826 w Londynie) – niemiecki kompozytor, jeden z głównych reprezentantów okresu wczesnego romantyzmu w muzyce niemieckiej, pianista, dyrygent.

## Życiorys
Pochodził z muzykalnej rodziny: matka była śpiewaczką, bracia grali na różnych instrumentach, a ojciec zajmował stanowisko kapelmistrza i marzył o karierze muzycznej dla Carla. Był spowinowacony z Mozartem, którego żona Konstancja była z domu Weber. Od 1804 pełnił funkcję kierownika muzycznego opery Kalte Asche we Wrocławiu, a w latach 1806–1807 działał na dworze księcia Eugeniusza Wirtemberskiego w miejscowości Pokój na Opolszczyźnie. Następnie pełnił funkcję dyrektora opery w Pradze oraz w Dreźnie.
Pozostawił bogaty i różnorodny dorobek kompozytorski, począwszy od dzieł fortepianowych, poprzez koncerty na instrumenty dęte, po dzieła operowe. Dziś Weber jest znany przede wszystkim jako kompozytor operowy. Sceptycznie odnosił się do twórczości wielkiego Ludwiga van Beethovena. Po wykonaniu jego siódmej symfonii powiedział, że Beethoven dojrzał już do domu wariatów.
Dzieła, które zapewniły mu sławę, to Wolny strzelec oraz Oberon. Wśród utworów fortepianowych najbardziej popularne jest Zaproszenie do tańca (pierwszy walc koncertowy, pierwotnie skomponowany na cztery ręce, obecnie wykonywany w wersji symfonicznej) oraz cztery sonaty. Styl jego muzyki instrumentalnej określa się mianem brillant, z racji wirtuozerii i mnogości ornamentacji.
Jego imieniem nazwano pociąg EuroCity kursujący z północy Niemiec przez Berlin i Drezno do Brna w Czechach. W Pokoju, tuż przy ewangelickim kościele Księżnej Zofii, znajduje się upamiętniające kompozytora popiersie.

## Galeria

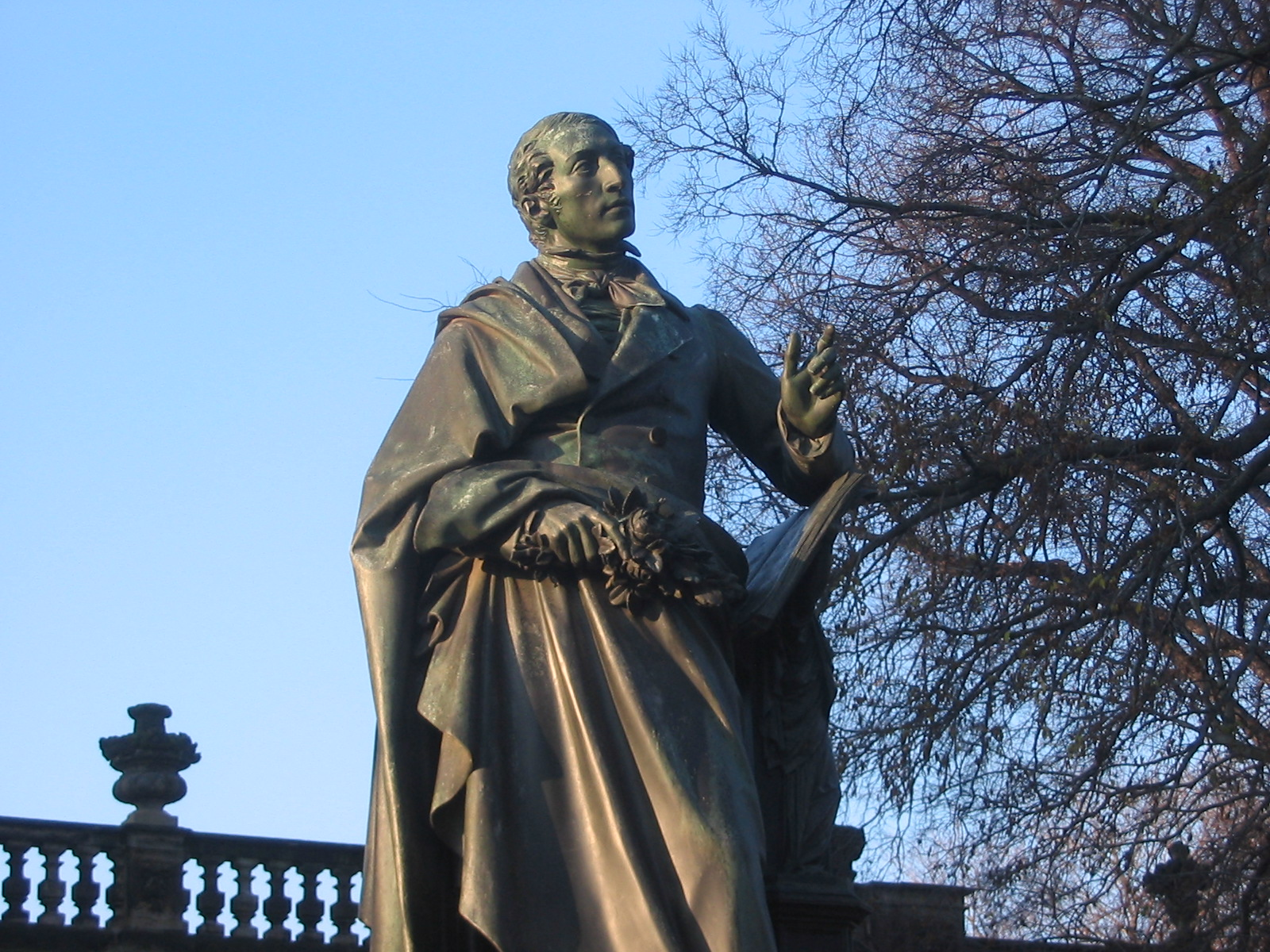
Pomnik w Dreźnie
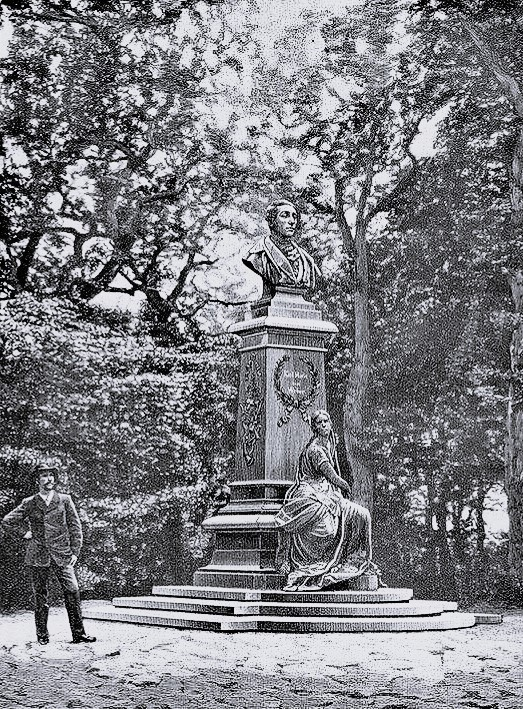
Popiersie Webera w Eutin
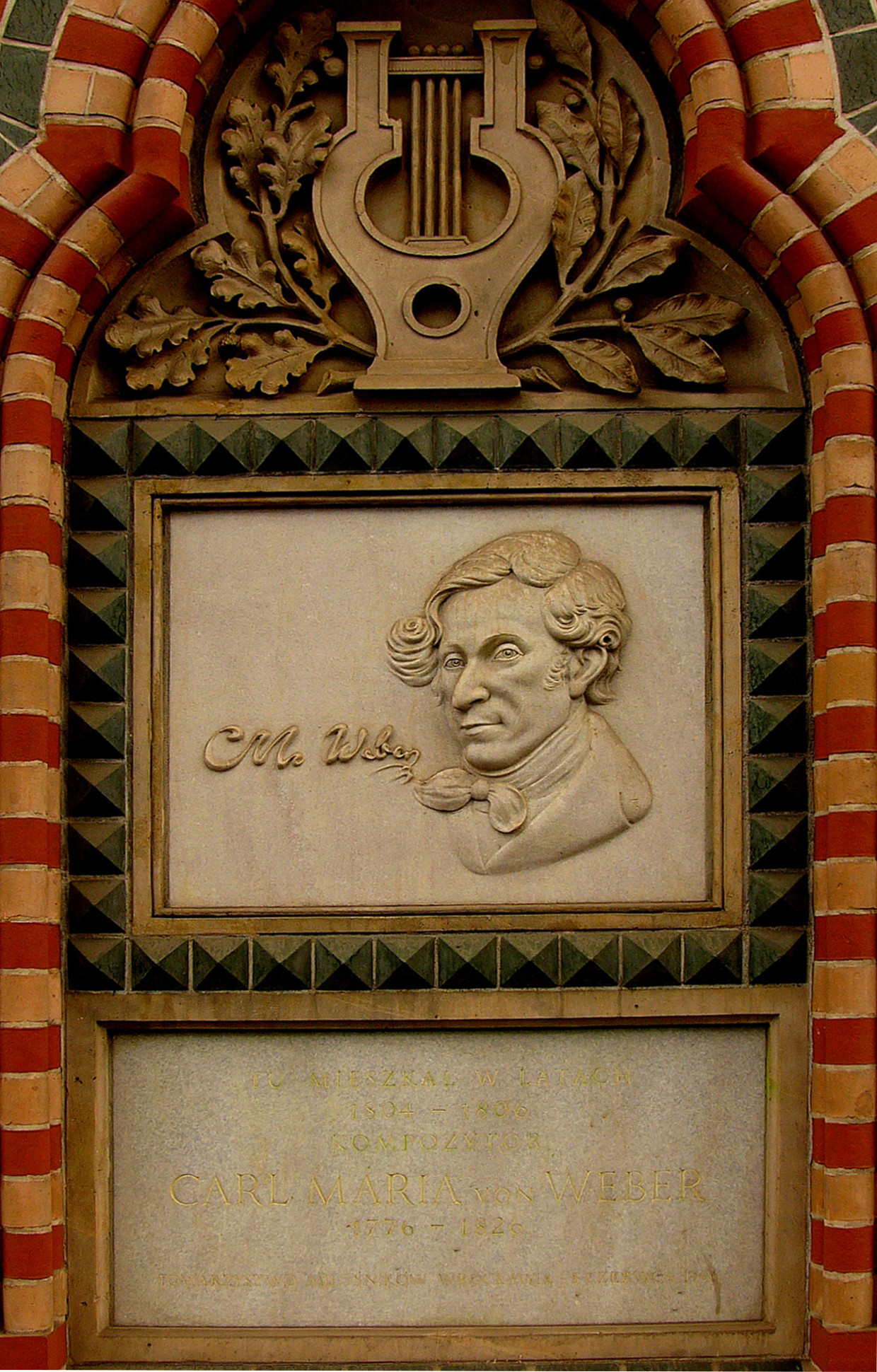
Tablica pamiątkowa we Wrocławiu
Niemiecki znaczek okolicznościowy